# Heather Cooke
Heather Marie Diosano Cooke (* 25. Dezember 1988 in California, Maryland) ist eine philippinisch-US-amerikanische Fußballspielerin.

## Leben
Cooke startete ihre aktive Karriere im Bethesda Extreme Teams des Bethesda Soccer Club Association. Im Herbst 1998 schrieb sie sich an der Leonardtown High School in Leonardtown, Maryland ein, wo sie vier Jahre im Leichtathletik-Team stand und im September 2002 in die Women Soccer wechselte. Im Herbst 2006 schrieb sie sich dann an der Loyola University Maryland ein und spielte semiprofessionell für die Fußballmannschaft ihrer Hochschule, die Loyola Greyhounds.
Am 7. Februar 2013 wurde sie beim sogenannten Supplemental-Draft der neugegründeten NWSL von Washington Spirit unter Vertrag genommen, schaffte jedoch letztlich nicht den Sprung in den, aufgrund strikter NWSL-Regularien lediglich 20 Spielerinnen starken, Kader der Spirit und wurde vom Verein bereits Ende März wieder freigestellt. In der Folge schloss sie sich dem W-League-Teilnehmer Santa Clarita Blue Heat an, für den sie in fünf Ligaspielen auflief.
Im März 2014 nahm Cooke an einem Probetraining der Chicago Red Stars teil und wechselte im Anschluss zum schwedischen Drittligisten Landsbro IF.

### International
Cooke spielt international für die Fußballnationalmannschaft des Heimatlands ihrer Mutter. Mit dieser nahm sie 2012 an der Fußball-Südostasienmeisterschaft in Vietnam teil und war dort mit fünf Treffern beste Torschützin ihres Teams. Die philippinische Nationalmannschaft schied als Gruppendritter dennoch bereits in der Vorrunde aus.

## Fernsehen
Cooke wirkte als Darstellerin in der 2011 ausgestrahlten 25. Staffel der MTV-Reality-Serie The Real World mit.